# Piper guianense
Piper guianense là một loài thực vật có hoa trong họ Hồ tiêu. Loài này được (Klotzsch) C.DC. miêu tả khoa học đầu tiên năm 1869.